# Robert Svoboda
Robert Svoboda (* 23. července 1967, Havlíčkův Brod) je český hokejový trenér a bývalý hokejový obránce. V letech 2016 až 2021 působil jako hlavní trenér extraligového klubu PSG Berani Zlín. Dne 28. září 2021 ve Zlíně rezignoval a až do středy 13. prosince 2023 byl hlavním trenérem prvoligového Přerova.

## Hráčská kariéra
Robert Svoboda se se svým otcem, bývalým obráncem Eduardem Svobodou, který ve žlutomodrém dresu odehrál celkem šest sezon v letech 1969 až 1975, přistěhoval do Zlína. Jeho první extraligový zápas odehrál jako osmnáctiletý 19. února 1985 proti Košicím, kdy jej nasadil trenér Zdeněk Uher v poslední třetině před vyprodaným stadionem k obránci Albrechtovi. První gól dal o sezónu později, 26. listopadu 1985 na ledě Kladna. Následně odehrál zbývajících šest zápasů a podílel se na zisku bronzových medailí.
V roce 1987 získal stříbrnou medaili na mistrovství světa do dvaceti let, které se hrálo v Československu.
Poslední Svobodova sezóna v extralize byla sezóna 1993/94, kterou odehrál za AC ZPS Zlín, další sezónu (1994/1995) odehrál v prvoligovém Hodoníně, o rok později hrál v Přerově a další rok zamířil do Prostějova.
Kariéru dohrával na ve druholigovém Uherském Hradišti. V roce 2001 ukončil kariéru a začal trénovat mládež ve Zlíně. V sezónách 2009/10 až 2010/11 byl hlavním trenérem zlínské U16. Další tři sezóny do roku 2014 trénoval U20, sezónu 2014/2015 strávil jako hlavní trenér U18 a v sezóně 2015/2016 byl dokonce asistentem trenéra mužské hokejové reprezentace do dvaceti let.
V roce 2016 byl jmenován hlavním trenérem klubu PSG Berani Zlín po odvolání Rostislava Vlacha a Juraje Juríka. Jeho asistent byl Martin Hamrlík. Tým dovedl k poklidné záchraně v soutěži. V sezoně 2017/2018 se tým pod jeho vedením dostal do předkola, kde prohrál 1:3 proti Olomouci. Další sezónu Berani znovu prohráli 2:3 na zápasy v předkole proti BK Mladá Boleslav. Po sezóně u mužstva skončil, ale v říjnu 2019 se vrátil jako náhrada za odvolaného Antonína Stavjaňu.
Kvůli nevydařenému startu sezóny v důsledku zranění hráčů Robert Svoboda 28. září 2021 sám rezignoval na funkci hlavního trenéra. Dostatek času na změnu dostal jako hlavní trenér Luboš Jenáček, ale ten nedokázal odvrátit sestup beranů po 42 letech do Chance ligy.
Od prosince 2021 do prosince 2023 působil Robert Svoboda jako hlavní trenér prvoligového klubu HC ZUBR Přerov.